# Rhodostrophia yunnanaria
Rhodostrophia yunnanaria är en fjärilsart som beskrevs av Charles Oberthür 1923. Rhodostrophia yunnanaria ingår i släktet Rhodostrophia och familjen mätare. Inga underarter finns listade.